# 劉武 (城陽王)
劉 武（りゅう ぶ）は、紀元前2世紀から紀元前1世紀、古代中国の前漢時代の城陽王である。生年不明、没年は天漢4年（紀元前97年）。死後、恵王（けいおう）と諡された。
父は城陽王の敬王劉義。子に劉順と劉休がいた。
劉武は父の死後、元封3年（紀元前108年）に城陽王を嗣いだ。11年後の天漢4年（紀元前97年）に死に、子の劉順が後を嗣いだ。